# سفارة تونس لدى التشيك
سفارة تونس لدى التشيك هي البعثة الدبلوماسية لجمهورية تونس لدى جمهورية التشيك، وتقع بالعاصمة براغ.